# توفیق کیش
توفیق کیش (به ترکی استانبولی: Tevfik Kış؛ ۱۰ اوت ۱۹۳۴ – ۴ سپتامبر ۲۰۱۹) کشتی‌گیر اهل ترکیه بود. او بین سال‌های ۱۹۵۶ تا ۱۹۶۷ که در دسته ۸۷ کیلوگرم کشتی فرنگی فعالیت می‌کرد؛ برنده مدال طلای المپیک ۱۹۶۰ رم، قهرمان کشتی جهان در سال‌های ۱۹۶۲ و ۱۹۶۳، و قهرمان کشتی اروپا در سال ۱۹۶۳ شد. کیش پس از بازنشستگی به مربیگری پرداخت و مدتی مربی تیم ملی کشتی ترکیه بود.